# حب الشباب الصيفي
حب الشباب الصيفي (بالإنجليزية: Acne aestivalis)‏ ويسمى أيضاً حب الشباب مايوركا (نسبة إلى مايوركا في إسبانيا).
أو حب الأجازات أو الحب الصيفي. ذلك الذي يظهر فجأة خلال قضاء الاجازات في جو حار رطب أو بعد التعرض لهذا الجو بوقت قصير. وقد تكون، في هده الأحوال، الرطوبة والزيوت التي توضع على الجسم من المسببات الهامة لحب الشباب الصيفى وهذا النوع غالبا ما يختفي بعد ستة أسابيع من انتهاء العطلات.